# Litsea punctulata
Litsea punctulata är en lagerväxtart som beskrevs av Kostermans. Litsea punctulata ingår i släktet Litsea och familjen lagerväxter. Inga underarter finns listade i Catalogue of Life.